# Jugurtia eburnea
Jugurtia eburnea är en stekelart som först beskrevs av Turner 1935.  Jugurtia eburnea ingår i släktet Jugurtia och familjen Masaridae. Inga underarter finns listade i Catalogue of Life.